# ناحیه وسر، میشیگان
وسر تونشیپ، میشیگان (به انگلیسی: Vassar Township, Michigan) یک سکونتگاه مسکونی در ایالات متحده آمریکا است که در شهرستان تاسکولا، میشیگان واقع شده‌است.

## خصوصیات
وسر تونشیپ ۹۱٫۵ کیلومترمربع مساحت و ۴٬۳۵۶ نفر جمعیت دارد و ۲۱۲ متر بالاتر از سطح دریا واقع شده‌است.